# جوهانس نوردستروم
جوهانس نوردستروم (بالفنلندية: Johannes Nordström)‏ هو لاعب كرة قدم فنلندي في مركز قلب الدفاع، ولد في 23 يناير 1993 في أوربرو في السويد. شارك مع منتخب فنلندا تحت 19 سنة لكرة القدم. أما مع النوادي، فقد لعب مع نادي فاسالوندس ونادي ماريهامن.

## وصلات خارجية
- جوهانس نوردستروم على موقع الاتحاد الأوربي (الإنجليزية)
- جوهانس نوردستروم على موقع قاعدة بيانات كرة القدم.إي يو (الإنجليزية)
- جوهانس نوردستروم على موقع Soccerway.com (الإنجليزية)